# Santa Maria del Campo (Rapallo)
Santa Maria del Campo (Santa Maia in ligure) è una frazione del comune di Rapallo, nella città metropolitana di Genova. Dista all'incirca tre 3,5 km dal centro urbano rapallese.

## Geografia fisica
Il territorio geografico della frazione è costituito principalmente da zone collinari e montane; è dominato dall'alta e conica vetta del monte Orsena sulle cui pendici (615 m) fu eretto nel secondo decennio del XVIII secolo il santuario della Madonna di Caravaggio.
La frazione è attraversata dal rio Tangone e dal più principale torrente Santa Maria che, nella zona del campo golf, si unisce al torrente San Pietro dando origine al Boate, corso d'acqua attraversante il centro urbano di Rapallo.

## Storia

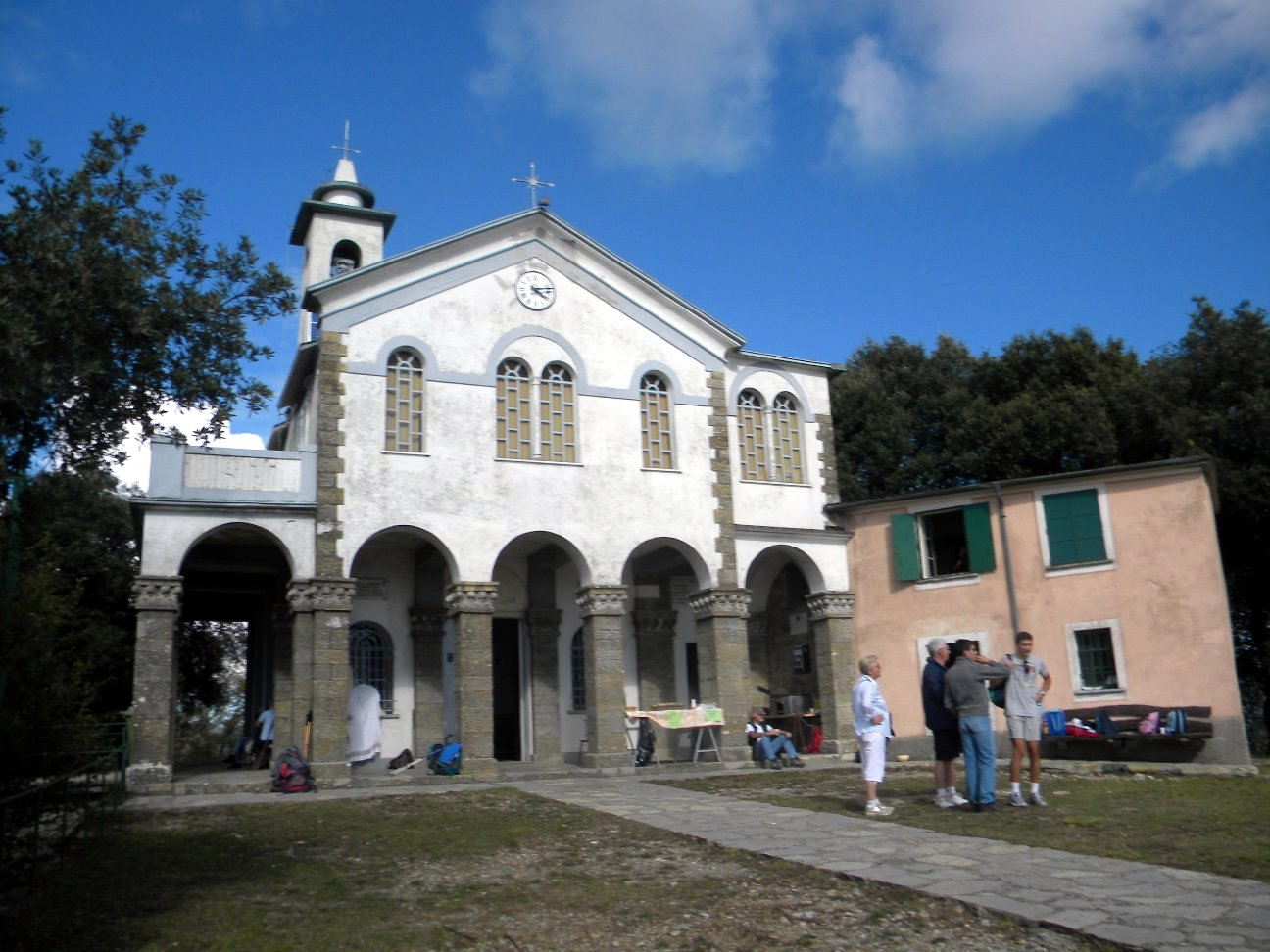
Il santuario della Madonna di Caravaggio

Le origini dell'odierna frazione di Santa Maria del Campo sono riferibili intorno all'XI secolo quando vengono citate per la prima volta le attuali località di Cassottana, Cavagino e Peragallo, queste ultime richiamanti due tipici cognomi rapallesi. Risale infatti ad un atto del 7 aprile 1049 il testamento di un certo Raimondo del fu Tommaso dove si attesta la sua ultima volontà di donare i propri beni, siti proprio nella località di Gausotana (Cassottana), alla chiesa di Santa Maria di Castello di Genova. Le località di Cavalixi e Perogallo (Cavagino e Peragallo) sono invece citate quasi quarant'anni dopo, nel testamento datato al 20 aprile 1089 di un certo Ingo, dove proprio quest'ultimo lascia alla nipote Vida beni nel terreno della località campese.
Un documento del 1184 attesta invece la presenza della locale chiesa intitolata a Sanctæ Mariæ de Planis, Santa Maria del Piano. La chiesa è ancora segnalata il 19 luglio del 1261 nell'elenco della parrocchie o chiese annesse al "Lodo per tasse al clero". Un dato preciso sulla rettoria di Santa Maria del Campo - anticamente citata come Nostra Donna del Campo - viene indicato nel XVII secolo dove la comunità è composta da 155 famiglie per un numero di 695 abitanti.
Contemporanei scritti descrivono l'urbanizzazione del quartiere degli Amandolesi (Mandulexi nel dialetto locale) - storico nucleo di Rapallo dove furono compresi i nuclei di Santa Maria del Campo, San Pietro di Novella, San Martino di Noceto e in parte Cerisola - caratterizzato dalla folta presenza di nuclei sparsi, maggiormente concentrati lungo la piana del torrente Santa Maria, e dediti alla coltivazione agricola e all'allevamento del bestiame. Secondo i registri parrocchiali, sia nel 1750 che nel 1880, la popolazione della sola comunità di Santa Maria del Campo superava gli 800 abitanti.

## Monumenti e luoghi d'interesse

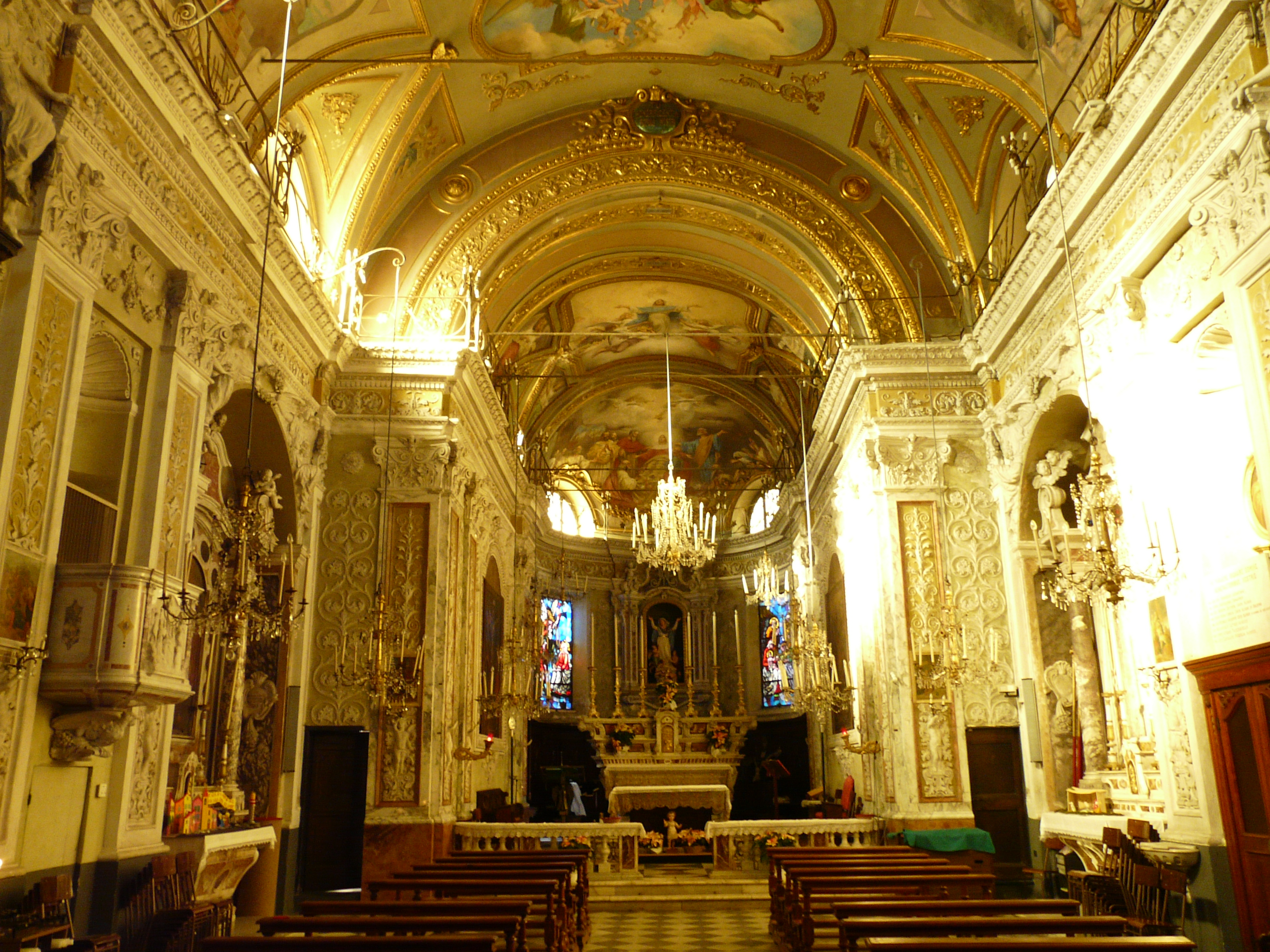
L'interno della chiesa parrocchiale di Nostra Signora Assunta

### Architetture religiose
- Santuario della Madonna di Caravaggio. Eretto alle pendici del monte Orsena a 615 m nel XVII secolo, anche se già sul luogo fu precedentemente dedicata una piccola cappella, è raggiungibile solamente a piedi attraverso sentieri boschivi da Santa Maria del Campo o dalla frazione Ruta di Camogli.
- Chiesa parrocchiale di Nostra Signora Assunta. Il primitivo impianto è databile all'XI secolo anche se nel corso dei secoli successivi, specie nel XVII secolo, ne hanno mutato l'originaria struttura. L'imponente scalinata è stata realizzata nel 1920.
- Oratorio della Natività di Maria. Sede dell'arciconfraternita di Nostra Signora del Suffragio, l'oratorio fu edificato nel 1618 sui resti di un già presente edificio del XIV secolo.
- Chiesetta di San Giovanni Battista. Edificata tra il 1665 e il 1688 per volere di Giuseppe e Rolando Valle, la piccola chiesa fu consacrata nel 1697. L'edificio è aperto al pubblico solamente per la solennità religiosa di san Giovanni Battista, il 24 giugno.
- Ruderi del cenobio di San Tomaso. Situato nell'omonima località, la sua costruzione avvenne tra il 1159 e il 1161 a seguito di cospicue donazioni da Genova. Sconsacrato nel 1582 decadde da tale data in uno stato di abbandono perdurante ancora oggi.

### Architetture civili

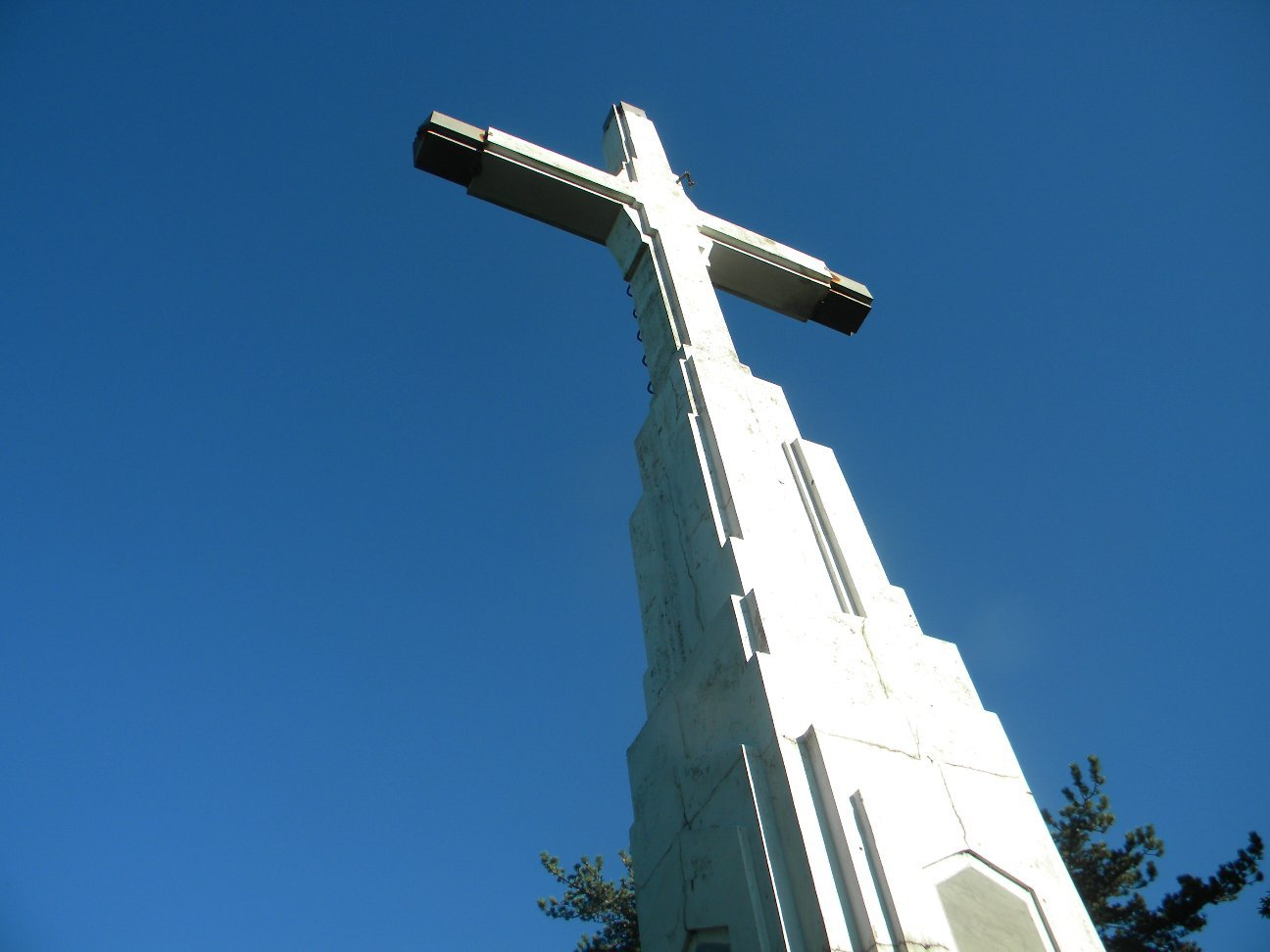
La Croce di Spotà

- Ponte medievale a schiena d'asino presso il torrente Santa Maria.
- Monumento ai caduti "Croce di Spotà". Raggiungibile dal sentiero per il santuario della Madonna di Caravaggio, la croce monumentale è stata edificata nel 1935 sulla sommità collinare di Spotà quale monumento ai caduti della prima guerra mondiale. Alta 15 metri e in cemento armato, su progetto di Filippo Rovelli, sarà solennemente inaugurata la mattina del 30 maggio 1935. La "croce di Spotà" è visibile da diverse zone della città.

## Cultura

### Eventi
- Festa patronale dell'Assunzione di Maria, il 15 agosto.
- Sagra del bestiame, il 25 aprile.
- Festa della Natività di Maria, la seconda settimana di settembre, presso l'omonimo oratorio dell'arciconfraternita.
- Presepe vivente nel periodo natalizio.

## Galleria d'immagini

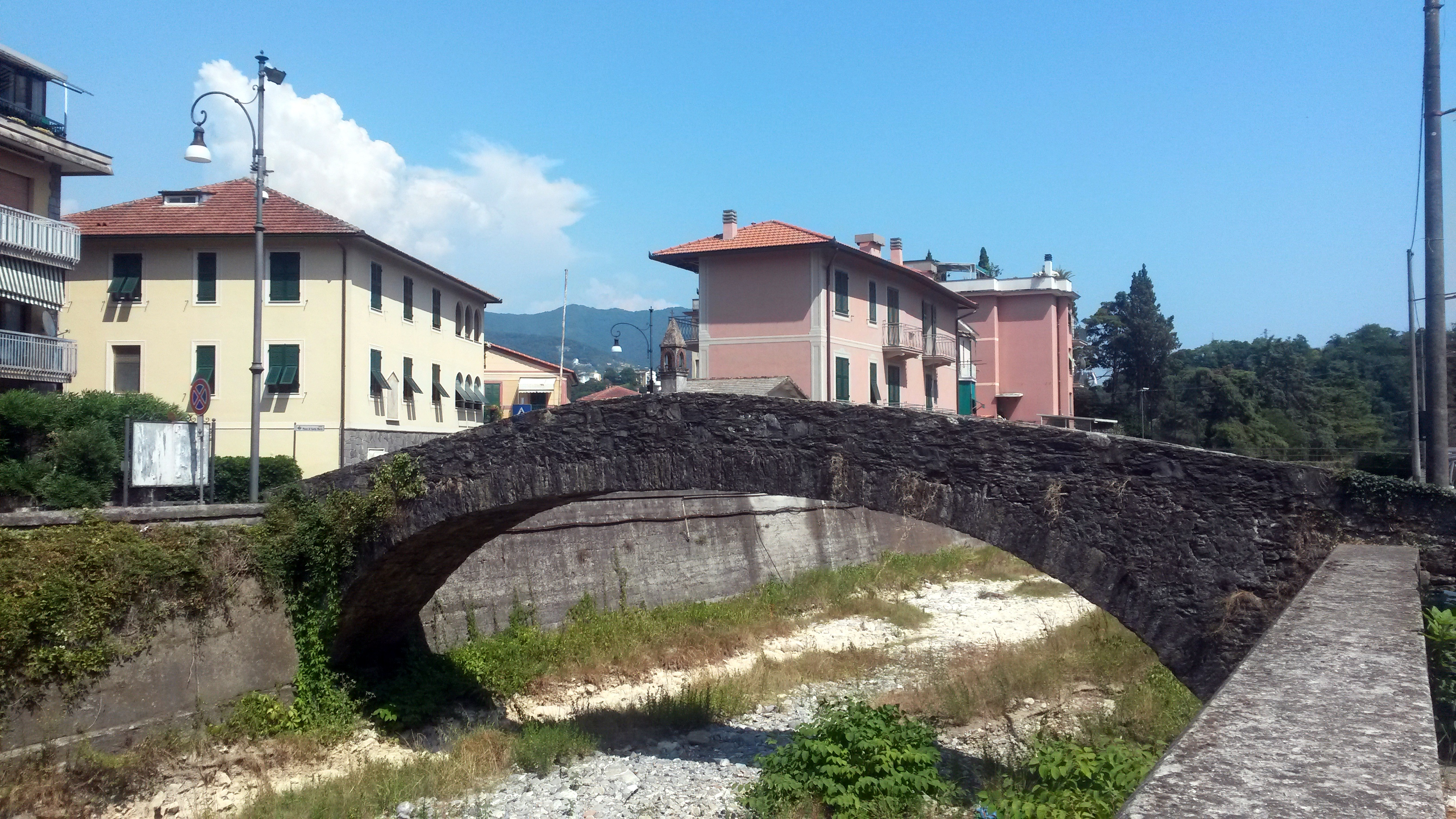
Il "ponte Nuovo" sul torrente Santa Maria
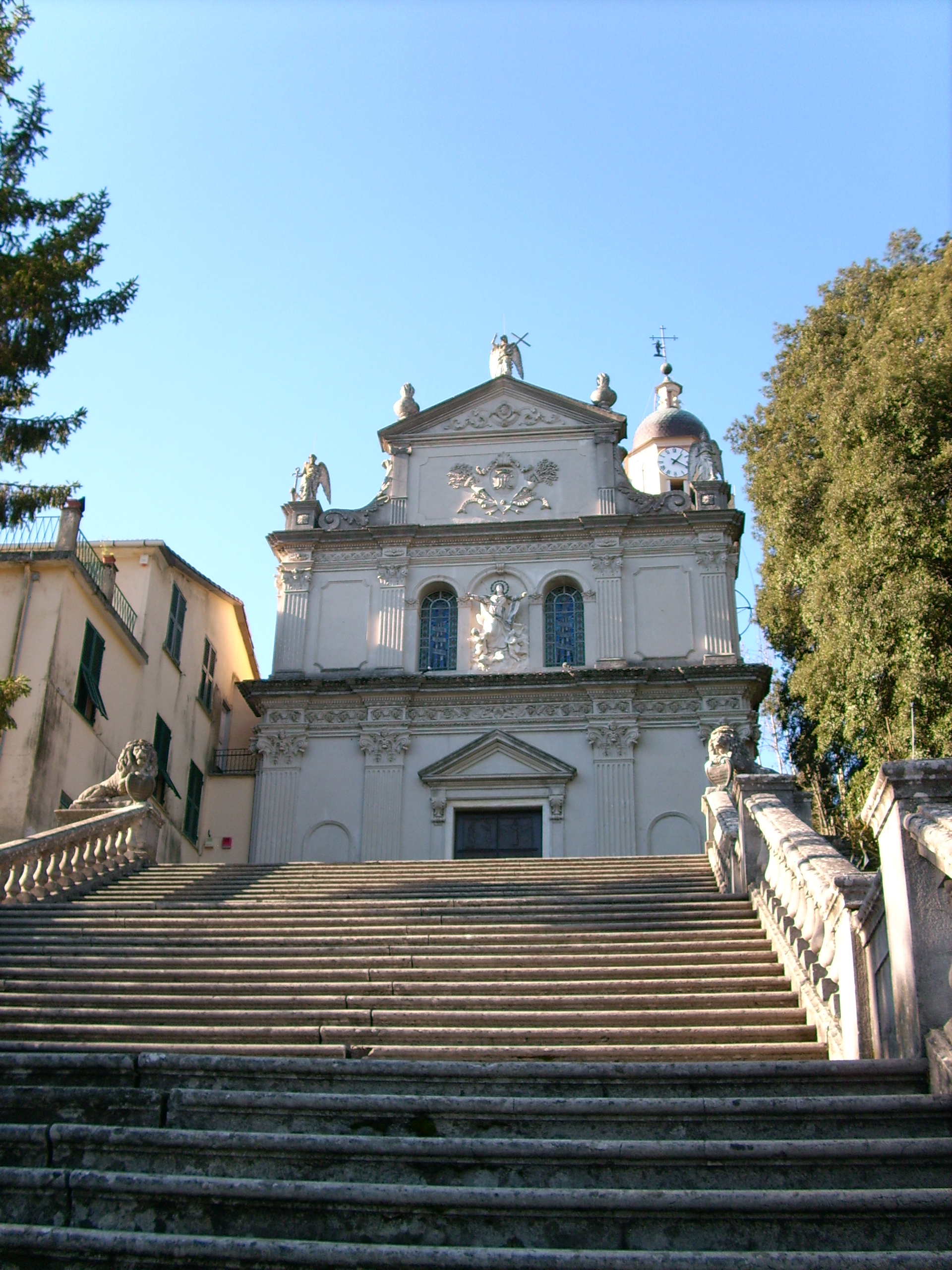
La chiesa parrocchiale
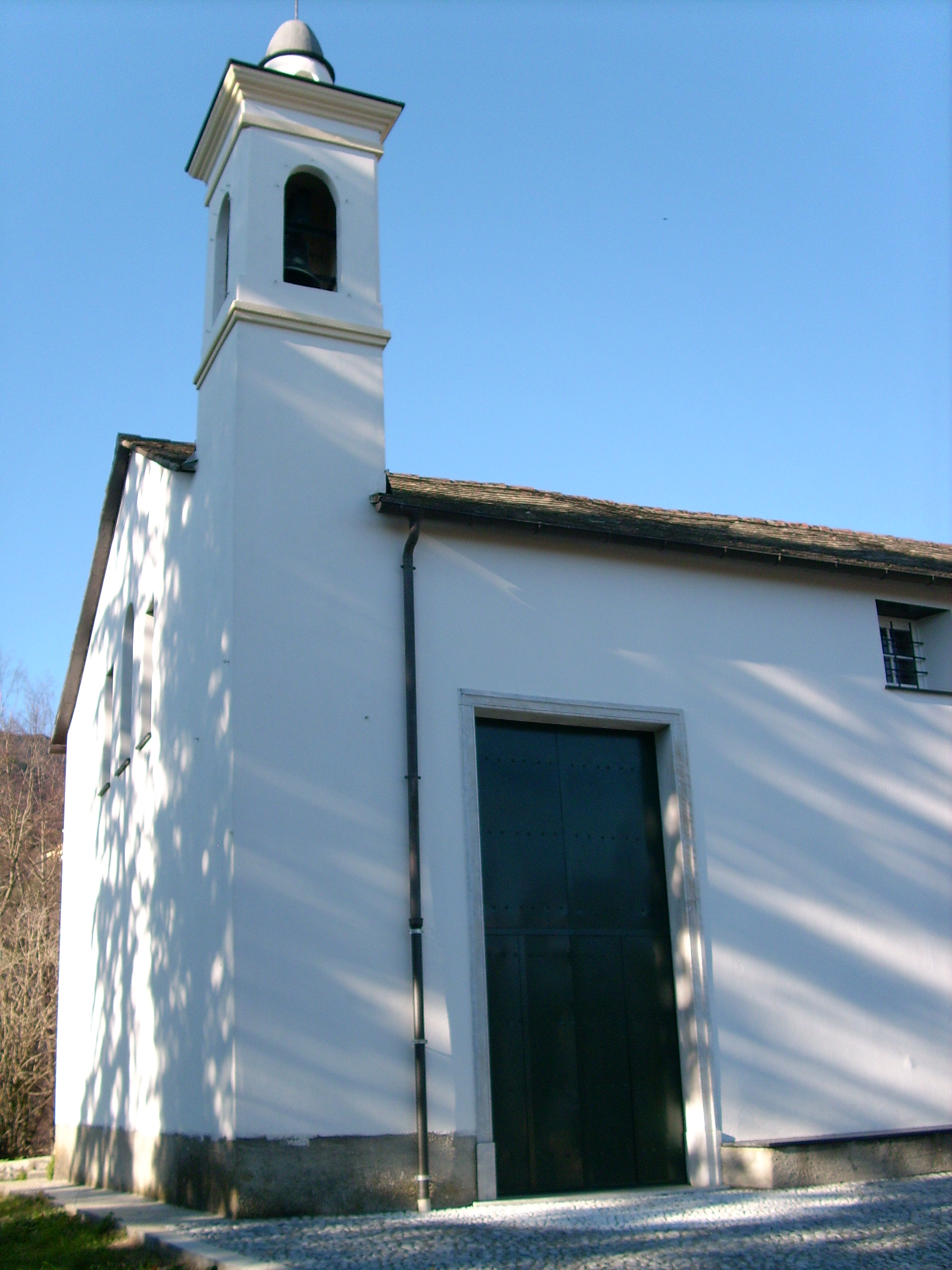
L'oratorio di Nostra Signora dell'Assunta
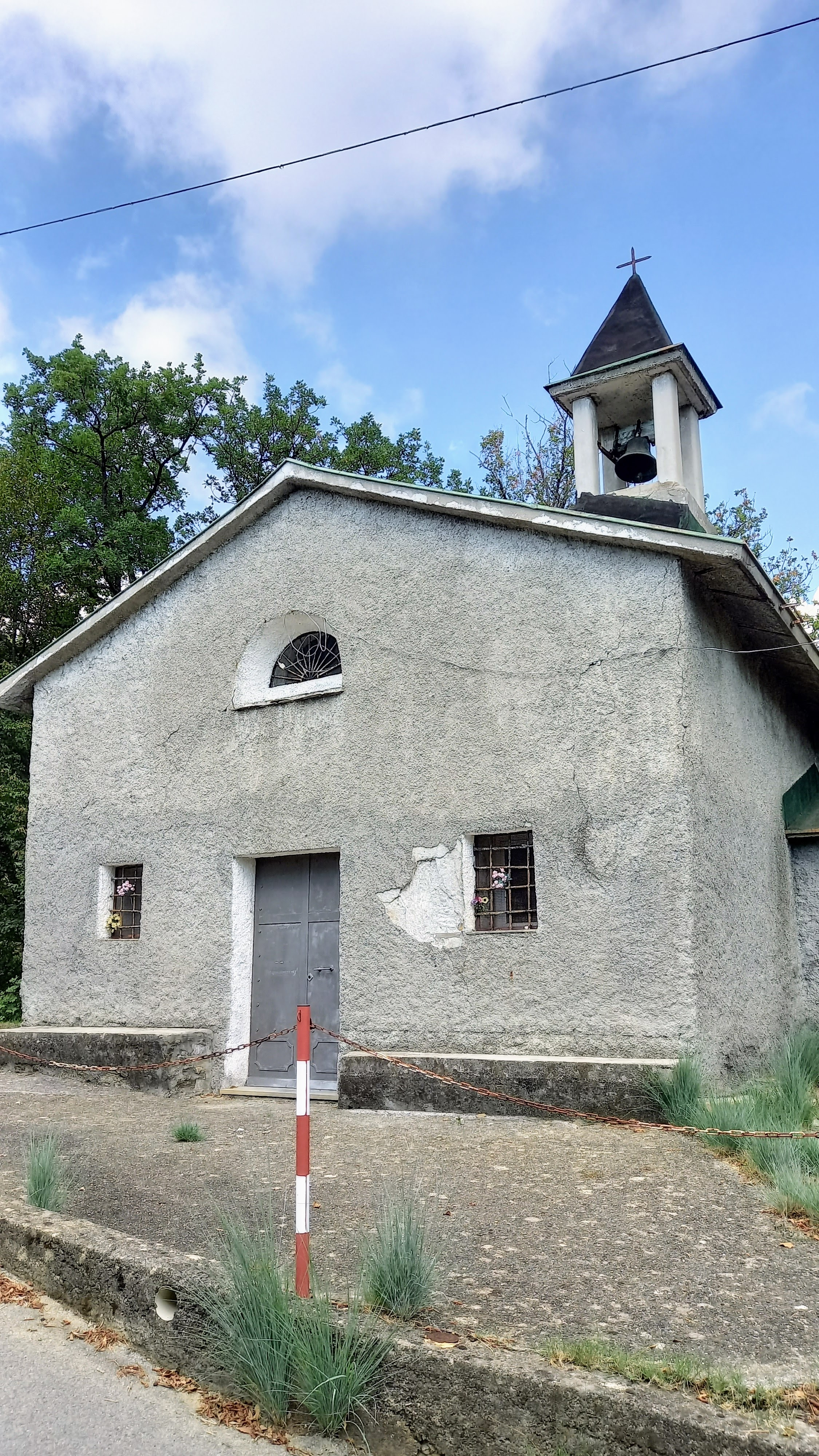
La chiesetta di San Giovanni Battista
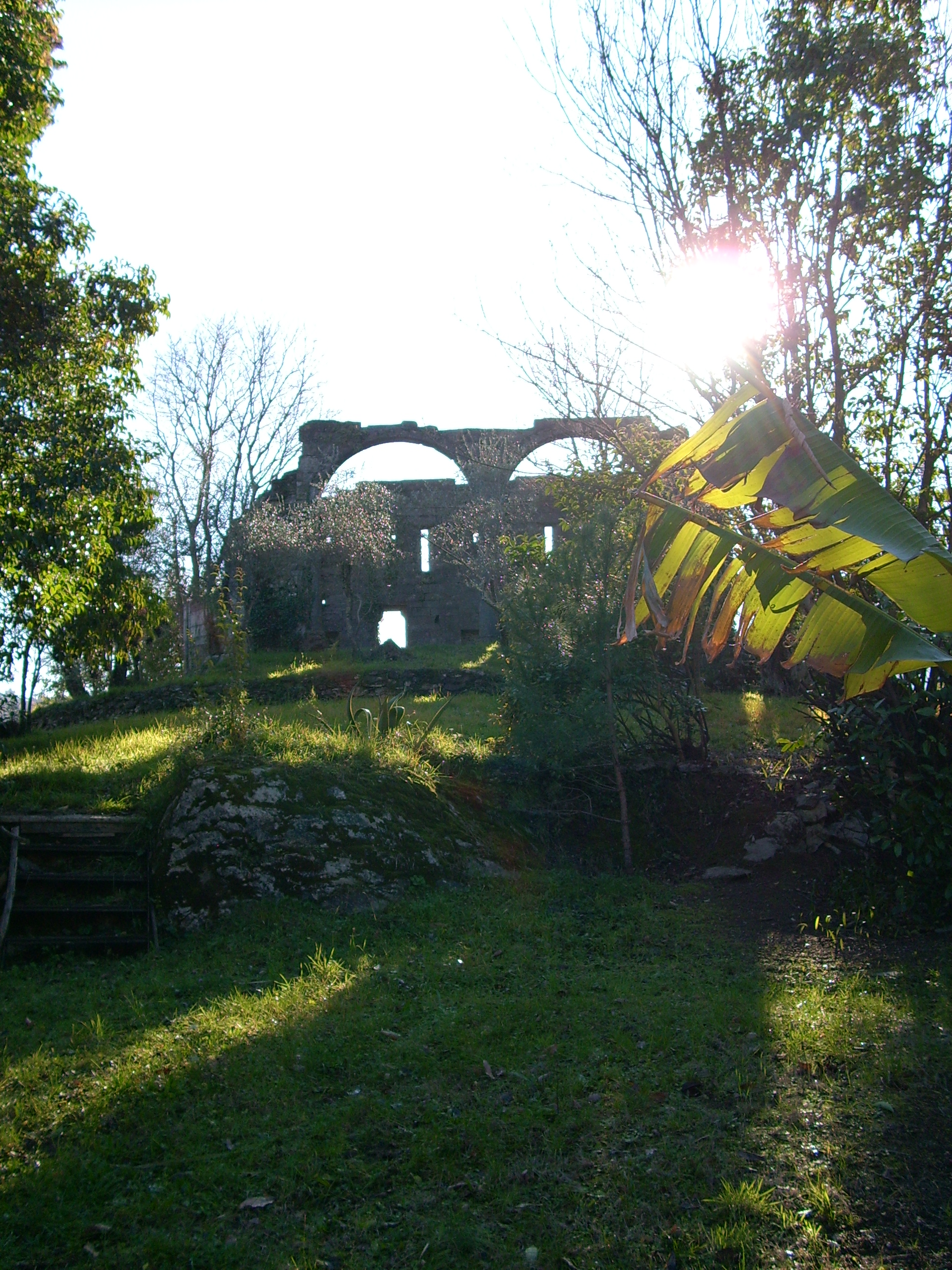
I ruderi del cenobio di San Tomaso